# Ardhachandra
Ardhachandra är ett släkte av svampar. Ardhachandra ingår i divisionen sporsäcksvampar och riket svampar.